# Paul Martin (hokeista)
Paul Joseph Martin (ur. 5 marca 1981 w Minneapolis, Minnesota) – amerykański hokeista, reprezentant USA, olimpijczyk.

## Kariera
- Elk River High (1998-2000)
- University of Minnesota (2000-2003)
- New Jersey Devils (2003-2004)
- Fribourg-Gottéron (2004-2005)
- New Jersey Devils (2005-2010)
- Pittsburgh Penguins (2010-2015)
- San Jose Sharks (2015)

W drafcie NHL z 2000 został wybrany przez New Jersey Devils. Od tego czasu przez trzy sezony grał w lidze akademickiej NCAA. Od 2003 gra w lidze NHL. Do 2010 był zawodników Diabłów z New Jersey (w tym czasie przez rok grał w szwajcarskiej lidze NLA). Od lipca 2010 zawodnik Pittsburgh Penguins, związany pięcioletnim kontraktem. Od lipca 2015 zawodnik San Jose Sharks, związany czteroletnim kontraktem.

## Kariera reprezentacyjna
Jest reprezentantem USA. Uczestniczył w turniejach Pucharu Świata 2004, mistrzostw świata w 2005, 2008 oraz zimowych igrzysk olimpijskich 2014.

## Sukcesy
Klubowe

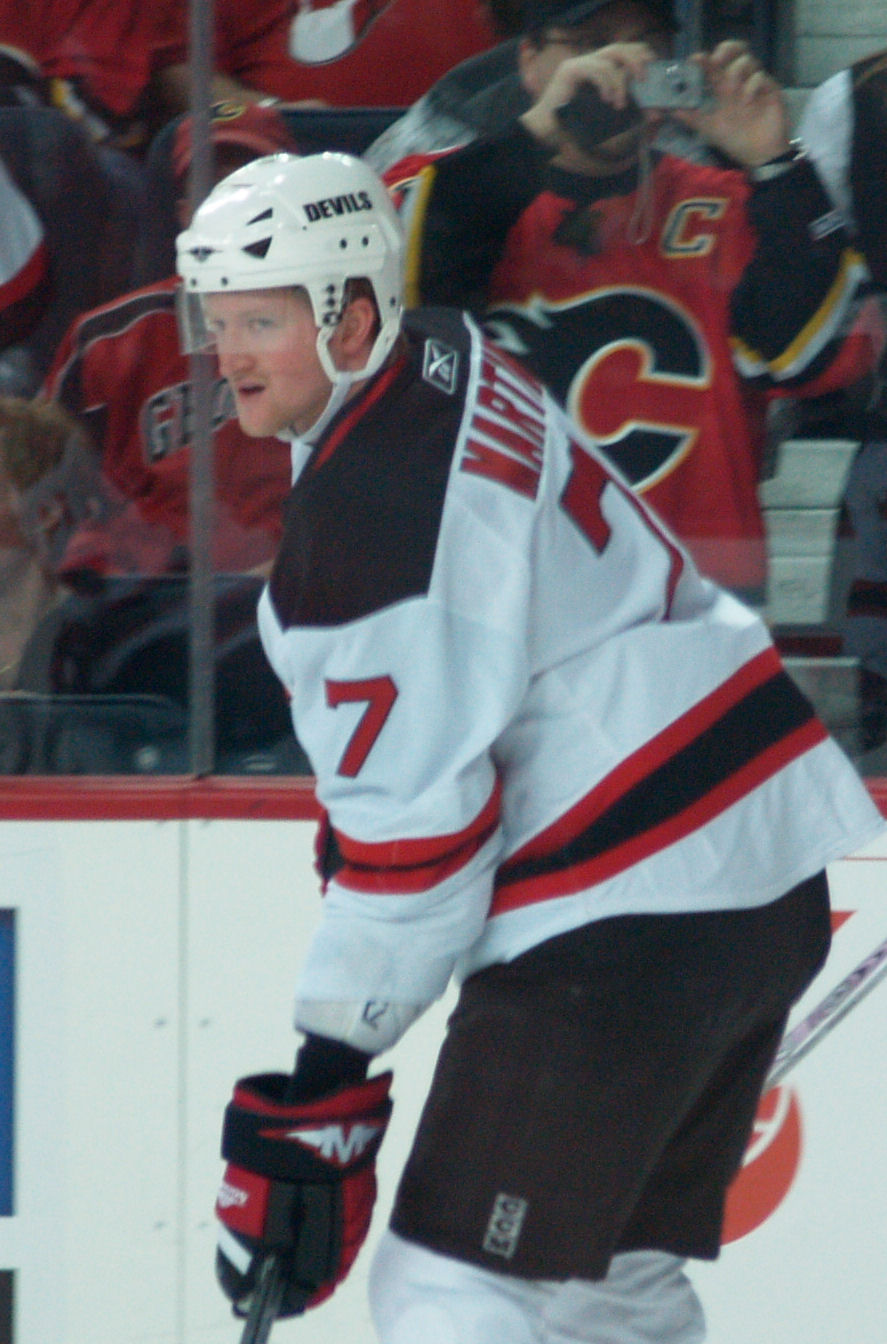
Paul Martin w barwach New Jersey Devils (2007)

- Mistrzostwo NCAA: 2002, 2003 z University of Minnesota
- Mistrzostwo NCAA (WCHA): 2003 z University of Minnesota
- Mistrzostwo dywizji NHL: 2006, 2007, 2009, 2010 z New Jersey Devils, 2013 z Pittsburgh Penguins

Indywidualne
- Sezon 1998/1999:
  - Zawodnik roku uczelni USHS Minnesota
- Sezon 2002/2003:
  - Skład gwiazd turnieju
  - Skład gwiazd zachodu
- Sezon NHL (2003/2004):
  - NHL YoungStars Game
- Mistrzostwa Świata w Hokeju na Lodzie 2008/Elita:
  - Jeden z trzech najlepszych zawodników reprezentacji na turnieju